# IJhorst
IJhorst est un village situé dans la commune néerlandaise de Staphorst, dans la province d'Overijssel. Le 1er janvier 2008, le village comptait 1 350 habitants.